# Европа (ракета)

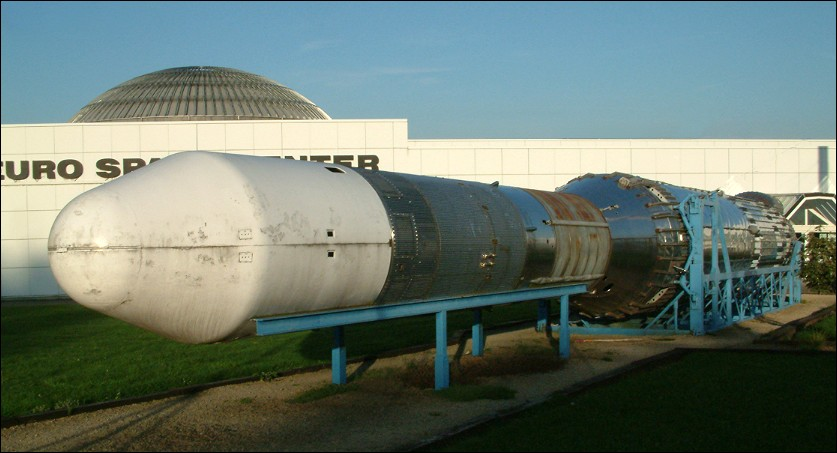
Ракета Европа-2 — длина 31,65 метра, диаметр 3,69 метра

«Европа» (фр. Europa) — первый проект европейских стран в области исследований космоса, разработка ракеты-носителя. Проект был реализован в 1960-х — начале 1970-х годов ELDO — предшественником Европейского космического агентства. Несмотря на то, что в целом проект потерпел крах, он заложил основы для успеха следующего проекта создания европейской ракеты-носителя — Ариан.

## Первая версия — «Европа-1»

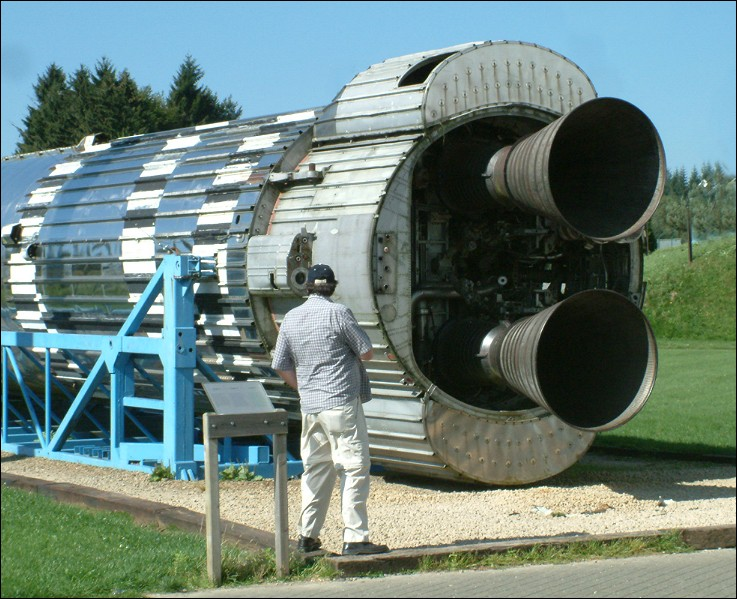
Первая ступень ракеты Европа-2 — баллистическая ракета Blue Streak

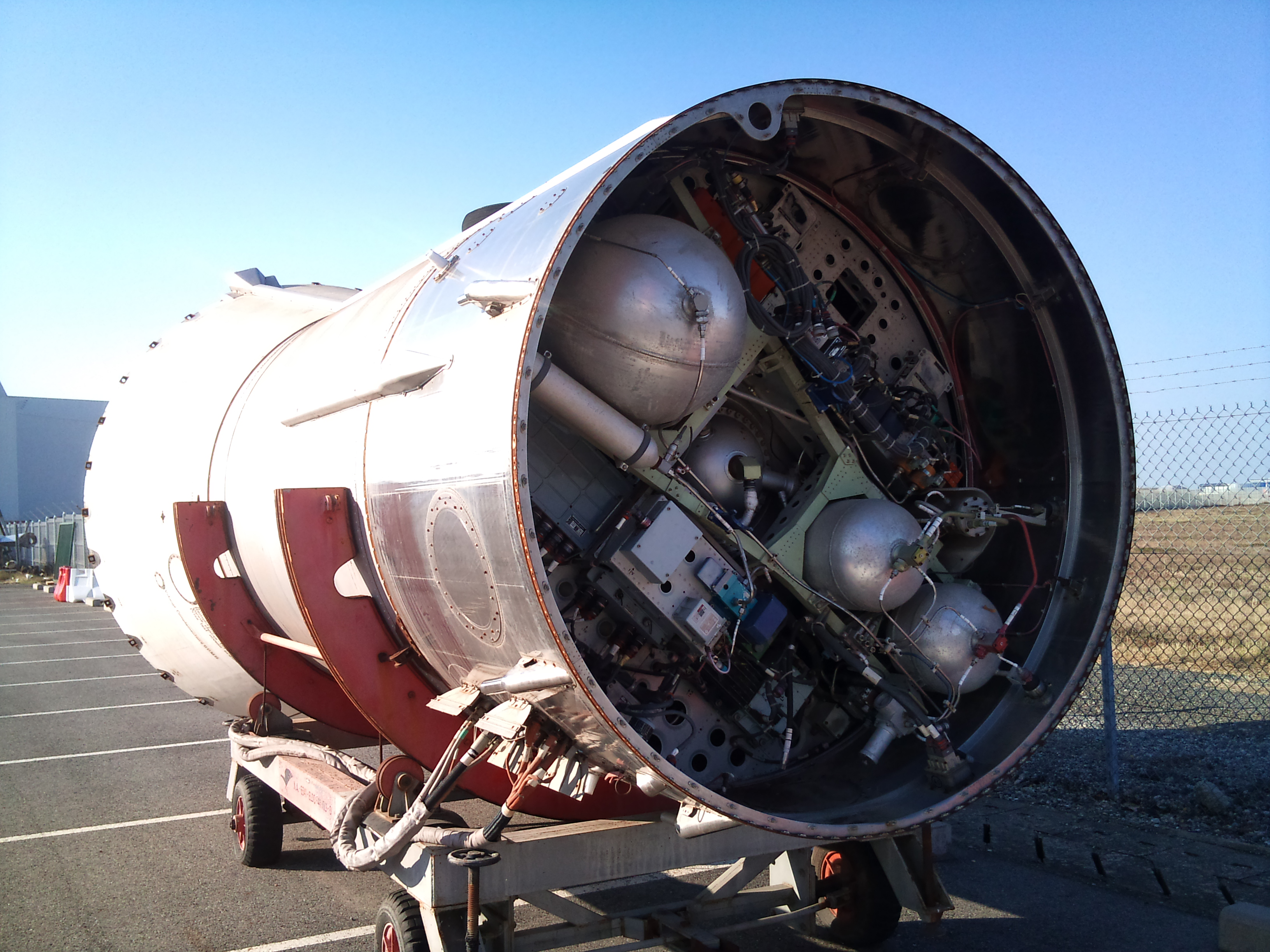
Вторая ступень ракеты — Coralie

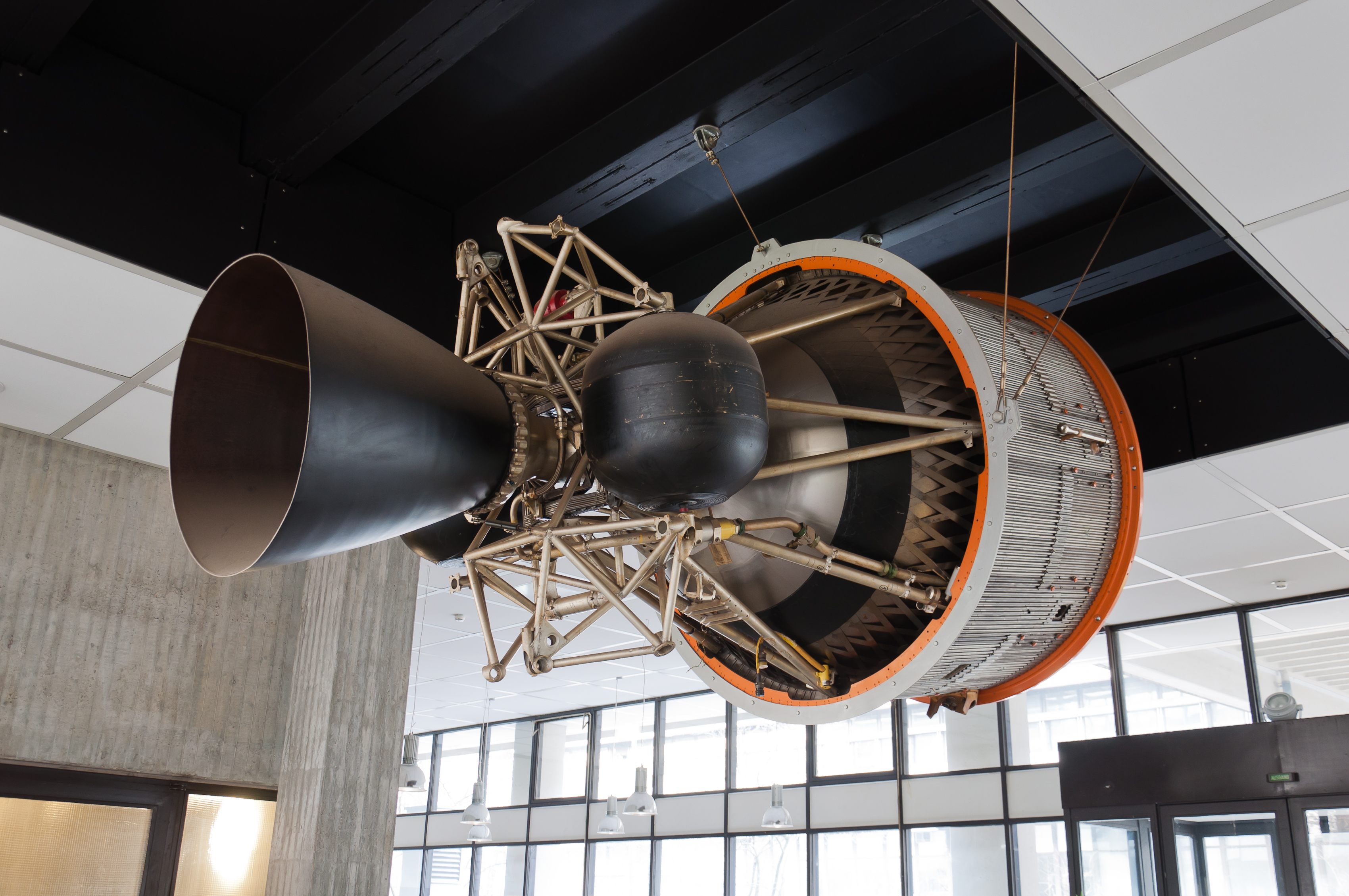
Третья ступень ракеты — Astris — в университете Штутгарта

Первая версия ракеты получила название «Европа-1» и состояла из трёх ступеней:
- первая ступень — баллистическая ракета Blue Streak[англ.] производства Великобритании;
- вторая ступень — Coralie, разработанная Францией;
- третья ступень — Astris, разработанная ФРГ.

Другие европейские страны внесли вклад в разработку других компонентов проекта, в частности, Италия изготовила экспериментальный спутник, Нидерланды и Бельгия сотрудничали с Великобританией в разработке ракеты Blue Streak. Из неевропейских стран проекту подключилась Австралия, предоставившая для запусков ракет полигон Вумера.
Параллельно с первыми запусками Blue Streak в качестве ракеты-носителя в 1964 году, Франция проводила испытания второй и третьей ступени, эта конструкция из двух ступеней получила название Кора.
«Европа-1» была способна выводить на низкие орбиты спутники весом более тонны. После 10 запусков разработка «Европы-1» была остановлена, поскольку была необходима новая модель ракеты, которая могла бы выводить спутники на геостационарную орбиту (на расстояние 35 800 километров от Земли). В связи с этим руководство ELDO приняло решение о разработке ракеты «Европа-2», способный выводить на геостационарную орбиту спутники весом 150 кг.

## Вторая версия — «Европа-2»
Разработка «Европы-2» финансировалась в основном Францией и Германией, Великобритания и Италия вышли из проекта в 1969 году.
«Европа-2» представляла собой 4-ступенчатую модификацию ракеты Диамант с возможностью вывода на геостационарную орбиту 150-килограммого спутника. Планировалось осуществить два тестовых запуска, чтобы вывести на геостационарные орбиты два спутника связи — Symphonie А и В2).
Первая и единственная попытка запуска ракеты «Европа-2» в ноябре 1971 года с космодрома Куру, закончилась аварией. В связи с этим дальнейшая программа разработок была остановлена, и производство других ракет данного типа прекращено.

## Проект «Европа-3»
Разработка следующей за «Европой-2» версии ракеты — «Европа-3» — было начато в 1970-х годах. Планировалось, что «Европа-3» будет иметь следующие технические характеристики:
- Максимальная нагрузка: вывод 200-килограммого спутника на геостационарную орбиту.
- Общий вес 104, 670 тонны
- Диаметр корпуса: 3,05 м.
- Общая длина: 33 м.

К 1972 году страны — участницы проекта пришли к выводу, что ракеты «Европа» являются слишком амбициозными, слишком сложными и слишком дорогими, при этом отсутствует координация между странами-участницами. В связи с этим в декабре 1972 было принято решение проект закрыть и ликвидировать ELDO. В то же время опыт, накопленный в рамках сотрудничества в проекте «Европа», был учтён новой организацией — Европейским космическим агентством, которая сумела успешно реализовать новый проект создания европейской ракеты-носителя Ариан.

## Запуски «Европы»
| №  | Дата            | Модель   | Количество ступеней                | Полезная нагрузка     | Стартовая площадка | Примечания                                     |
| -- | --------------- | -------- | ---------------------------------- | --------------------- | ------------------ | ---------------------------------------------- |
| 01 | 5 июня 1964     | Европа-1 | Blue Streak                        | -                     | Вумера             | Успешный запуск                                |
| 02 | 20 октября 1964 | Европа-1 | Blue Streak                        | -                     | Вумера             | Успешный запуск                                |
| 03 | 1 марта 1965    | Европа-1 | Blue Streak                        | -                     | Вумера             | Успешный запуск                                |
| 04 | 23 мая 1966     | Европа-1 | Blue Streak                        | макет второй ступени  | Вумера             | Успешный запуск                                |
| 05 | 14 ноября 1966  | Европа-1 | Blue Streak                        | макет второй ступени  | Вумера             | Успешный запуск                                |
| 06 | 4 августа 1967  | Европа-1 | Blue Streak и Coralie              | макет третьей ступени | Вумера             | Авария, 2-я ступень не сработала.              |
| 07 | 4 декабря 1967  | Европа-1 | Blue Streak и Coralie              | макет третьей ступени | Вумера             | Авария, 2-я ступень не сработала.              |
| 08 | 29 ноября 1968  | Европа-1 | Blue Streak, Coralie и Astris      | STV-1                 | Вумера             | Авария, преждевременное включение 3-й ступени. |
| 09 | 3 июля 1969     | Европа-1 | Blue Streak, Coralie и Astris      | STV-2                 | Вумера             | Авария, преждевременное включение 3-й ступени. |
| 10 | 12 июня 1970    | Европа-1 | Blue Streak, Coralie и Astris      | STV-3                 | Вумера             | Авария, не отделилась вторая ступень.          |
| 11 | 4 ноября 1971   | Европа-2 | Blue Streak, Coralie, Astris и PAS | STV-4                 | Куру, ELA-1        | Авария.                                        |